# Porsche 924 Carrera GT

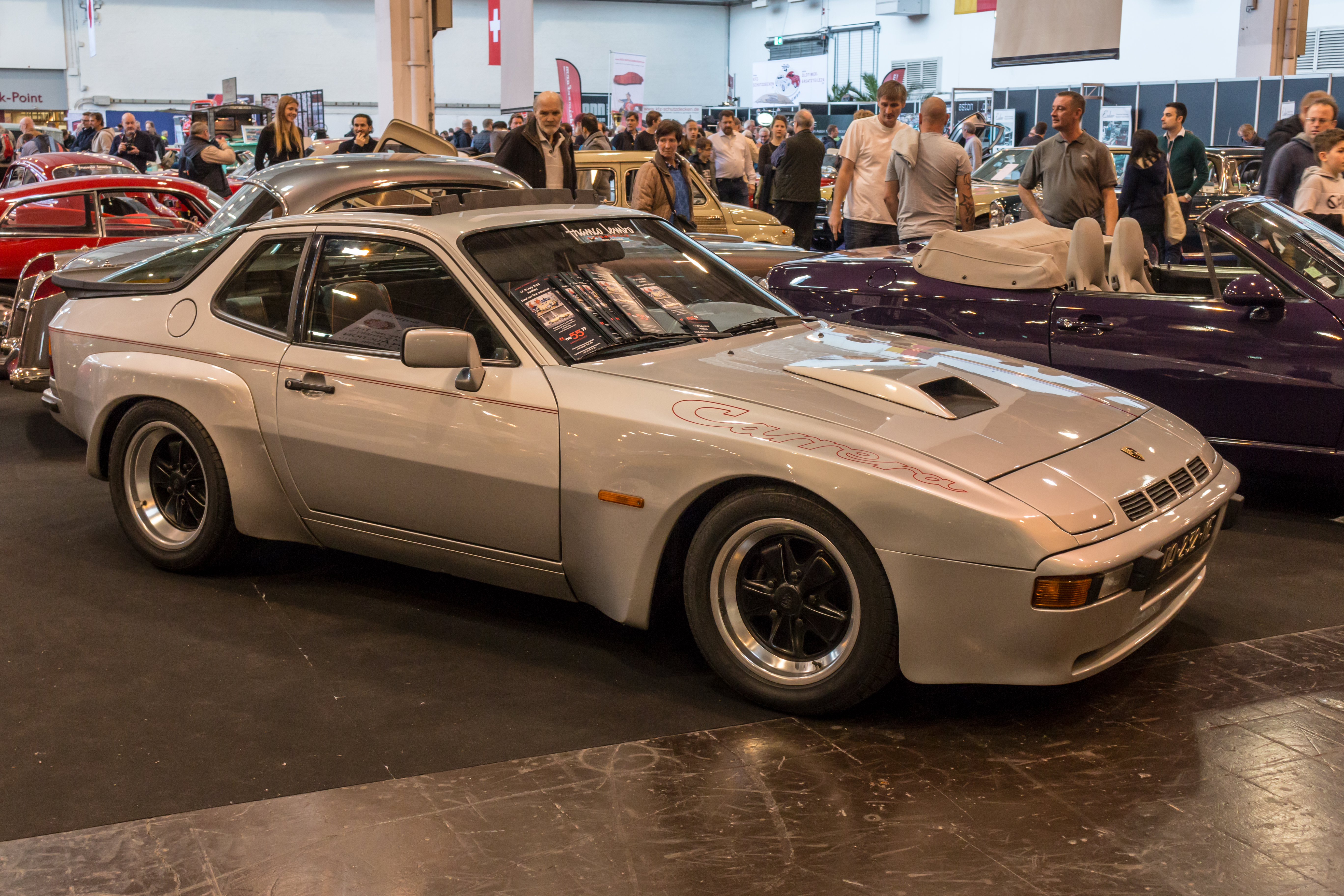
Porsche 924 Carrera GT in Diamond Silver

In september 1979 kwam Porsche met een nieuw prototype opdagen. Het was Project 937, een omgebouwde in Guards Red gekleurde Porsche 924 Turbo met 170 pk. De bedoeling was wederom een poging om het imago van de 924 en van de watergekoelde 4-cilinders te verbeteren. Ook een reden achter de ontwikkeling van deze wagen was de hoop op competitie tussen de Porsche 924 en de Porsche 911.
Deze versie van de 924 kreeg uiteindelijk bijna het dubbele aantal PK's van de 924 Turbo onder de kap, maar toch haalde de wagen amper 280 km/h. Dat is 80 km/h minder in vergelijking met de raceversie van de 911, die 360 km/h haalde. Toch pakte deze Porsche de zesde plaats op Le Mans 1980.
In juni 1980 rolden 400 Porsche 924 CGT 's van de band voor de verkoop. De wagen had de volgende specificaties en opties:
- - M31/50 tweeliter Turbo motor met Intercooler.
  - grote luchtinlaat op de motorkap
  - Veel kunststof onderdelen o.a. Voorschermen verbrede achterschermen en bumpers.
  - G31/03 Porsche/Getrag versnellingsbak
  - Verbeterde voorwielophanging met cooling ducts naar de voorremmen.
  - Verlaagd chassis
  - 7J x 15 Fuchs (aluminium velgen)
  - 215/60x15 banden.
  - optioneel 7J x 16 en 8J x 16 Fuchs velgen. (205/55x16 en 225/50x16).
  - Sportievere kuipstoelen met rode krijt streep

Het model was te koop in drie standaard kleuren: "Zwart", "Guards Red" en "Diamond Silver". Zeer opmerkelijk was dat dit het eerste model Porsche 924 was waarbij "Alpine White" geen standaardkleur was.
Vergeleken met de Porsche 924 Turbo woog dit model 23 kilo minder. Met zijn 1180 kilo sprint hij naar 0 tot 100 in slechts 6.7 seconden. Zijn topsnelheid was 240 km/h.

## Andere 924's
- Porsche 924
  - Porsche 924 Martini
  - Porsche 924 Sebring
  - Porsche 924 Le Mans
  - Porsche 924 Weissach
  - Porsche 924 50 Jahre edition
  - Porsche 924 Turbo
  - Porsche 924 Carrera GTS
  - Porsche 924 Carrera GTR
  - Porsche 924 Turbo Italy
  - Porsche 924S
  - Porsche 924S Le Mans